# Somersworth

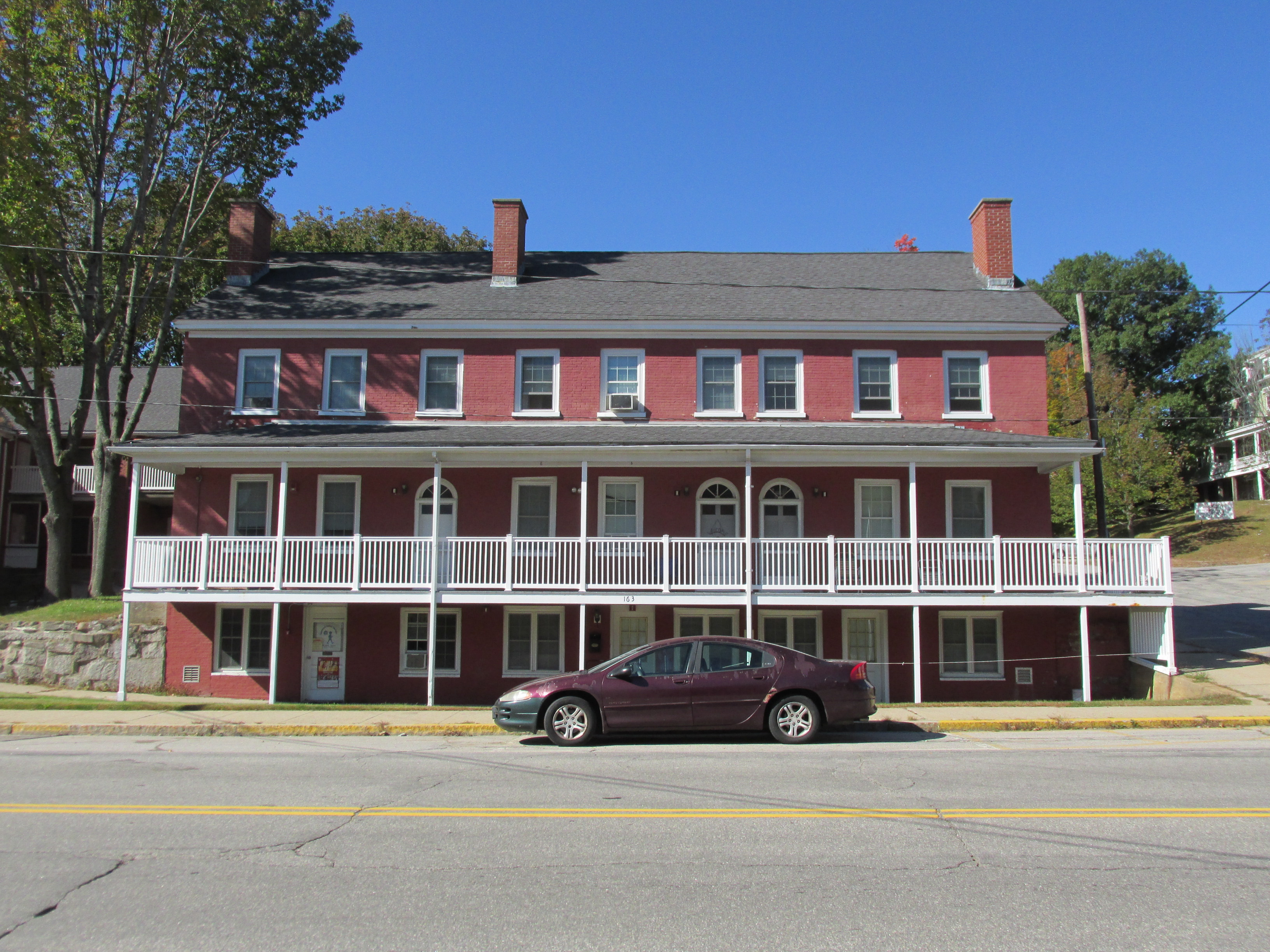

Somersworth é uma cidade do Condado de Strafford, Nova Hampshire, EUA. A população era de 11.477 no censo de 2000. Somersworth tem a menor área e a terceira menor população entre as 13 cidades de Nova Hampshire.

## Locais de interesse
- «Summersworth Historical Society Museum» (em inglês)